# Pont-d'Ouilly
Pont-d'Ouilly (pɔ̃.d‿u.jiⓘ) es una población y comuna francesa, en la región de Baja Normandía, departamento de Calvados, en el distrito de Caen y cantón de Falaise-Nord.

## Demografía
| 1194 | 1279 | 1230 | 1049 | 1002 | 1050 |
| Para los censos de 1962 a 1999 la población legal corresponde a la población sin duplicidades (Fuente: INSEE [Consultar]) |      |      |      |      |      |